# George Gordon King
George Gordon King (* 9. Juni 1807 in Newport, Rhode Island; † 17. Juli 1870 ebenda) war ein US-amerikanischer Politiker. Zwischen 1849 und 1853 vertrat er den ersten Wahlbezirk des Bundesstaats Rhode Island im US-Repräsentantenhaus.

## Werdegang
George King genoss eine gute Ausbildung. Nach seiner Schulzeit in Newport besuchte er die Phillips Academy in Andover (Massachusetts). Danach studierte er bis 1825 an der Brown University in Providence. Nach einem anschließenden Jurastudium in Litchfield (Connecticut) und seiner im Jahr 1827 erfolgten Zulassung als Rechtsanwalt begann King seinen Beruf in Providence und Newport auszuüben.
Politisch wurde er Mitglied der Anfang der 1830er Jahre gegründeten Whig Party. Von 1845 bis 1846 war er Abgeordneter und Speaker im Repräsentantenhaus von Rhode Island. Bei den Kongresswahlen des Jahres 1848 wurde er in das US-Repräsentantenhaus in Washington gewählt, wo er am 4. März 1849 Robert B. Cranston ablöste. Nach einer Wiederwahl im Jahr 1850 konnte er bis zum 3. März 1853 zwei Legislaturperioden im Kongress absolvieren. Bei den Wahlen des Jahres 1852 unterlag er dem Demokraten Thomas Davis. George King war der letzte Kongressabgeordnete der Whigs aus Rhode Island.
Nach dem Ende seiner Zeit im Kongress zog sich King aus der Politik zurück und widmete sich seinen privaten Angelegenheiten. Er starb im Juli 1870 in seinem Geburtsort Newport.